# Liga A 2015-16 mannen (volleybal België)
Het seizoen 2015/16 van de Belgische  Liga A.

## Naamswijzigingen
De naamsponser van Volley BeHappy2 Asse-Lennik stopte de naamsponsoring. De ploeg ging verder zonder naamsponsor en wijzigde de ploeg zijn naam in Volley Asse-Lennik.

## Promoties en degradaties

### Gedegradeerde teams
Normaal was er geen sportieve daler. VC Argex Duvel Puurs kreeg echter geen licentie om aan te treden in Liga A en degradeerde hierdoor toch naar Liga B.

### Gepromoveerde teams
De kampioen uit Liga B promoveerde voor de start van het seizoen:
- Gea Happel Amigos Zoersel

### Degraderend team
Er is opnieuw één vaste daler, zijnde de laatste in de Play-Down. Deze degradeert naar Liga B.
Omdat de kampioen in Liga B de promotie weigerde, is er geen sportieve degradant uit Liga A.

### Promoverend team
Avoc Achel werd kampioen in Liga B, maar weigerde de promotie. Bijgevolg promoveert geen enkel team uit Liga B.

## Clubs
Tien ploegen startten aan het seizoen 2015/16 in Liga A. De meeste clubs (8) komen uit Vlaanderen en twee uit Wallonië. De best vertegenwoordigde provincies zijn Antwerpen, West-Vlaanderen en Vlaams-Brabant, met ieder 2 clubs. Limburg, Luik, Waals-Brabant en Oost-Vlaanderen tellen beide 1 ploeg. De provincies Namen, Luxemburg en Henegouwen hebben geen vertegenwoordigers in de hoogste reeks.
Ook het Brussels Hoofdstedelijk Gewest heeft geen vertegenwoordiger in deze competitie.
| #  | Club                      | Locatie            | Sporthal                   | Capaciteit |
| -- | ------------------------- | ------------------ | -------------------------- | ---------- |
| 1  | Knack Randstad Roeselare  | Roeselare          | Schiervelde                | 2250       |
| 2  | Topvolley Antwerpen       | Antwerpen          | Sporthal Arena             | 1196       |
| 3  | Noliko Maaseik            | Maaseik            | Lotto Dôme                 | 2500       |
| 4  | Volley Asse-Lennik        | Zellik             | Molenbos                   | 640        |
| 5  | Gea Happel Amigos Zoersel | Zoersel            | Amigos-Van Pelt Arena      |            |
| 6  | Prefaxis Menen            | Menen              | Vauban                     | 1200       |
| 7  | Axis Shanks Guibertin     | Mont-Saint-Guibert | Centre sportif Jean Moisse | 550        |
| 8  | VBC Waremme               | Borgworm           | Hall Omnisports            | 500        |
| 9  | VDK Gent                  | Oostakker          | Edugo Arena                | 1000       |
| 10 | Volley Haasrode Leuven    | Haasrode           | Sportzaal Haasrode         | 500        |

| 1 2 3 4 5 6 7 8 9 10 Geografische verspreiding clubs |

## Reguliere competitie
| Pl. | Club                                      | Gesp. | SV | ST | Ratio  | Ptn. | PO of PD |
| --- | ----------------------------------------- | ----- | -- | -- | ------ | ---- | -------- |
| 1   | Knack Roeselare                           | 18    | 49 | 13 | 3,7692 | 46   | PO       |
| 2   | Volley Asse-Lennik                        | 18    | 50 | 15 | 3,3333 | 46   | PO       |
| 3   | Noliko Maaseik                            | 18    | 46 | 17 | 2,7059 | 42   | PO       |
| 4   | Topvolley Precura Schelde-Natie Antwerpen | 18    | 41 | 27 | 1,5185 | 37   | PO       |
| 5   | Prefaxis Menen                            | 18    | 37 | 23 | 1,6087 | 34   | PO       |
| 6   | VDK Gent                                  | 18    | 31 | 40 | 0,7750 | 23   | PO       |
| 7   | Axis Shanks Guibertin                     | 18    | 24 | 47 | 0,5106 | 13   | PD       |
| 8   | Volley Haasrode Leuven                    | 18    | 21 | 46 | 0,4565 | 13   | PD       |
| 9   | VC Argex Duvel Puurs                      | 18    | 15 | 50 | 0,3000 | 9    | PD       |
| 10  | VBC Waremme                               | 18    | 17 | 53 | 0,3208 | 7    | PD       |

## Play Offs
De nummers 1 tot 6 plaatsten zich voor de Play Downs en konden spelen voor een finaleplaats.
Dit waren respectievelijk: Roeselare, Asse-Lennik, Maaseik, Antwerpen, Menen en Gent.
| Pl. | Club                                      | Gesp. | SV | ST | Ratio  | Ptn. | Extra Ptn. | Europees volleybal            |
| --- | ----------------------------------------- | ----- | -- | -- | ------ | ---- | ---------- | ----------------------------- |
| 1   | Noliko Maaseik                            | 10    | 27 | 13 | 2,0769 | 26   | 3          | Champions League en PO finale |
| 2   | Knack Roeselare                           | 10    | 22 | 14 | 1,5714 | 23   | 5          | Champions League en PO finale |
| 3   | Prefaxis Menen                            | 10    | 18 | 16 | 1,1250 | 18   | 1          | CEV Cup                       |
| 4   | Volley Asse-Lennik                        | 10    | 15 | 19 | 0,7895 | 18   | 4          | CEV Cup                       |
| 5   | Topvolley Precura Schelde-Natie Antwerpen | 10    | 18 | 17 | 1,0588 | 17   | 2          | Challenge Cup                 |
| 6   | VDK Gent                                  | 10    | 6  | 27 | 0,2222 | 3    | 0          |                               |

### PO finale
| Datum      | Thuisploeg      | Uitslag | Bezoekende ploeg |
| ---------- | --------------- | ------- | ---------------- |
| 27.04.2016 | Noliko Maaseik  | 2:3     | Knack Roeselare  |
| 01.05.2016 | Knack Roeselare | 3:1     | Noliko Maaseik   |
| 04.05.2016 | Noliko Maaseik  | 0:3     | Knack Roeselare  |

Na drie wedstrijden in deze 'best of five' kroonde Knack Roeselare zich tot Belgisch kampioen.

## Play Downs
De nummers 7 tot 10 moesten de Play Downs spelen voor het behoud.
Dit waren respectievelijk: Guibertin, Haasrode Leuven, Zoersel en Waremme.
| Pl. | Club                      | Gesp. | SV | ST | Ratio  | Ptn. | Extra punten |
| --- | ------------------------- | ----- | -- | -- | ------ | ---- | ------------ |
| 1   | Axis Shanks Guibertin     | 6     | 16 | 10 | 1,6000 | 15   | 3            |
| 2   | Volley Haasrode Leuven    | 6     | 13 | 12 | 1,0833 | 12   | 2            |
| 3   | Gea Happel Amigos Zoersel | 6     | 10 | 15 | 0,6667 | 8    | 1            |
| 4   | VBC Waremme               | 6     | 11 | 13 | 0,8462 | 7    | 0            |